# Minni ritchi

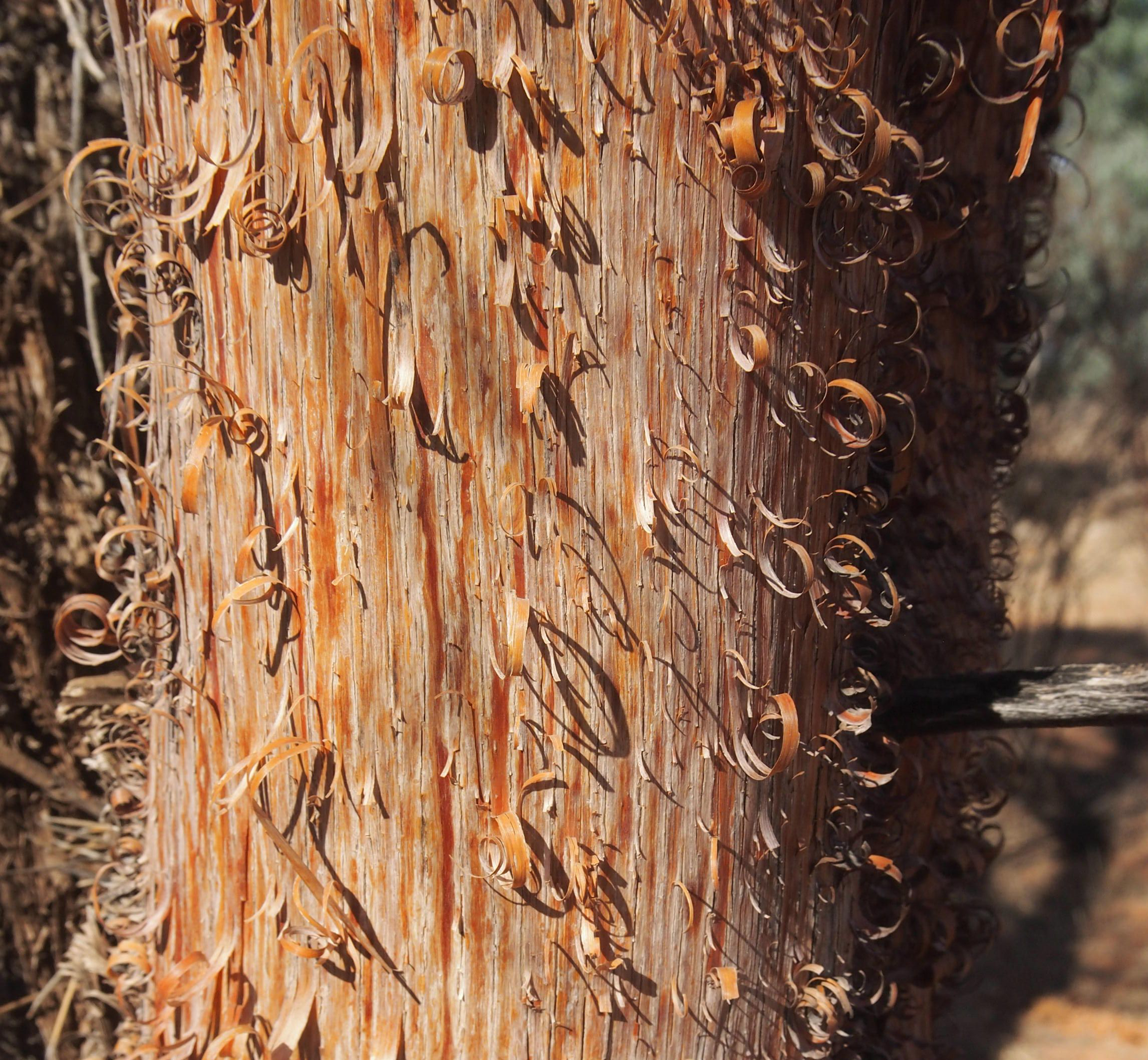
Corteza Minni ritchi de Acacia cyperophylla

Minni ritchi es un tipo de corteza de color marrón rojizo que se pela continuamente en pequeños copos rizado, dejando el árbol que parece que tiene una capa de pelo rizado de color rojo. Brooker y Kleinig (1990) la describen formalmente como un tipo de corteza en la que "la corteza lisa de color marrón rojizo exterior se divide tanto longitudinal como en sentido horizontal, los bordes libres van hacia atrás sin separarse por completo para exponer una nueva corteza verde debajo".
Un número de especies de Acacia y Eucalipto que tiene corteza mini ritchi incluyen:
- Acacia curranii
- Acacia cyperophylla
- Acacia gracillima
- Acacia grasbyi
- Acacia monticola
- Acacia trachycarpa
- Eucalyptus caesia
- Eucalyptus crucis
- Eucalyptus orbifolia